# Trận Kampar
Trận Kampar (30 tháng 2 năm 1941-2 tháng 1 năm 1942) là một trận đánh trong Chiến dịch Mã Lai trong Thế chiến 2, với sự tham gia của quân Anh-Ấn đến từ Sư đoàn Bộ binh 11 Ấn Độ và Sư đoàn 5 Nhật Bản.
Vào ngày 27 tháng 12, trong một nỗ lực nhằm ngăn chặn việc chiếm đóng RAF Kuala Lumpur, Sư đoàn Bộ binh 11 Ấn Độ đã chiếm Kampar, nơi cung cấp vị trí phòng thủ tự nhiên mạnh mẽ. Khi làm như vậy, họ cũng được giao nhiệm vụ trì hoãn đà tiến quân của người Nhật đủ lâu để tạo điều kiện cho Sư đoàn Bộ binh 9 Ấn Độ rút khỏi bờ biển phía đông. Quân Nhật dự định đánh chiếm Kampar như là một món quà mừng năm mới cho Thiên hoàng Hirohito và vào ngày 30 tháng 12, quân Nhật bắt đầu bao vây các vị trí của quân Anh-Ấn. Ngày hôm sau, cuộc giao tranh bắt đầu. Các lực lượng Đồng minh đã có thể cầm cự trong bốn ngày trước khi rút lui vào ngày 2 tháng 1 năm 1942, đạt được mục tiêu làm chậm đà tiến quân của người Nhật.

## Hoàn cảnh
Địa điểm nhìn ra Kampar được đặt trên cái mà ngày nay được gọi là Đồi Green. Ngọn đồi đó, cùng với Thompson, Kennedy và Đồi Cemetery gần đó nhìn ra con đường chính về phía nam từ Ipoh, Perak, và có giá trị chiến lược lớn. Các rặng núi nằm trên đỉnh Gunung Bujang Melaka, một ngọn núi đá vôi cao 4,070 feet. Ngọn núi được bảo phủ bởi rừng rậm này cung cấp một cái nhình rõ ràng về các đồng bằng xung quanh được bao phủ bởi các địa điểm mở khai thác thiếc và đầm lầy. Gunung Bujang Melaka nằm ở phía đông của thị trấn Kampar, sườn dốc dẫn xuống đường Kampar. Với thị trấn và ngọn núi được kiểm soát, quân Nhật sẽ có một tầm nhìn tuyệt vời về Thung lũng Kinta ở phía nam. Các lực lượng Đồng minh biết rằng nếu Sư đoàn 5 Nhật Bản chiếm được Kampar, họ cũng sẽ có thể sử dụng nó như một chỗ đứng vào Thung lũng Kinta.
Với việc Tập đoàn quân 25 của Trung tướng Tomoyuki Yamashita bắt đầu cuộc hành quân xâm chiếm Mã Lai, Quân đoàn III Ấn Độ, trấn giữ phía bắc Mã Lai, đã buộc phải rút lui về phía nam với những tổn thất lớn. Kết quả của những cuộc rút lui này, theo lệnh của Bộ Tư lệnh Mã Lai, là bộ binh Anh bị tổn thất nặng nề nhất. Những tổn thất của Sư đoàn 11 Ấn Độ trong các trận chiến tại Jitra, Kroh, Alor Star và Gurun có nghĩa là các tiểu đoàn Anh và Ấn của sư đoàn hầu hết đã được hợp nhất. Sau khi mất tỉnh Kedah, Lữ đoàn Bộ binh 12 Ấn Độ (lực lượng dự bị của Bộ Tư lệnh Mã Lai và được huấn luyện tốt về chiến tranh rừng núi) đã thay thế Sư đoàn 11 Ấn Độ và bắt đầu vừa đánh vừa rút rất thành công về vị trí Kampar, gây thương vong nặng nề cho các đơn vị mũi nhọn của Nhật Bản. Nhiệm vụ của Lữ đoàn 12 là câu giờ cho việc tái tổ chức Sư đoàn 11 và chuẩn bị phòng thủ tại Kampar.

### Vị trí của người Anh
Trong số 3 lữ đoàn thuộc Sư đoàn 11 Ấn Độ, hai lữ đoàn-Lữ đoàn Bộ binh 6 và 15 Ấn Độ-đã được hợp nhất để thành lập Lữ đoàn 15/6 dưới quyền chỉ huy của Chuẩn tướng Henry Moorhead (chỉ huy Krohcol). Lữ đoàn 15/6 bây giờ bao gồm những người còn sống sót từ Trung đoàn 1 Leicestershire và 2 Đông Surreys (đã được hợp nhất thành Tiểu đoàn Anh), và một Trung đoàn hỗn hợp Jat-Punjab (được thành lập từ những người sống sót của Trung đoàn 1/8 Punjab và Trung đoàn 2/9 Jat). Các trung đoàn còn lại của lữ đoàn-1/14 Punjab, 5/14 Punjab và 2/16 Punjab-bảo vệ phía sau vị trí Kampar. Với tất cả các trung đoàn này trong một đội hình, Lữ đoàn 15/6 vẫn chỉ có khoảng 1,600 người. Lữ đoàn 28 Gurkha, dưới quyền chỉ huy của Chuẩn tướng Ray Selby, mặc dù còn nguyên vẹn, nhưng sức mạnh và tinh thần thấp; 3 tiểu đoàn Gurkha đã hứng chịu thương vong nặng nề trong các cuộc giao tranh xung quanh Jitra, Kroh, Gurun và tại Ipoh.
Thiếu tướng Archie Paris (quyền chỉ huy Sư đoàn 11) đã phải trấn giữ phòng tuyến từ bờ biển qua Telok Anson (ngày nay là Telok Intan) đến các vị trí phòng thủ tại Kampar. Vành đai phòng thủ tại Kampar là một vị trí toàn diện, trải dài trên đồi Kampar (Gunong Brijang Malaka) về phía đông của thị trấn Kampar, nhìn ra được bước tiến của quân Nhật và được che giấu tốt bởi rừng rậm. Paris đặt pháo binh trinh sát trên sườn phía trước được bảo vệ bởi Lữ đoàn 15/6 ở phía tây vị trí, và Lữ đoàn 28 Gurkha bảo vệ sườn phải ở phía đông. Hai lữ đoàn được hỗ trợ bởi Trung đoàn Pháo Dã chiến 88, được trang bị 25 pounder và lựu pháo 4,5 inch của Trung đoàn Pháo Dã chiến 155. Khi Lữ đoàn 12 đi qua Kampar, Paris phái họ đến bảo vệ bờ biển và tuyến rút lui của ông tại Telok Anson.

### Vị trí của người Nhật
Lực lượng tấn công của Nhật đến từ Sư đoàn 5 Nhật Bản của Trung tướng Takuro Matsui. Trung đoàn Bộ binh 41 còn nguyên vẹn và tương đối mới (khoảng 4,000 người) từ Lữ đoàn 9 của Thiếu tướng Saburo Kawamura đã dẫn đầu cuộc tấn công vào đồi Kampar. Lữ đoàn của Tướng Kawamura bao gồm Trung đoàn 11 của Đại tá Watanabe và Trung đoàn 41 của Đại tá Kanichi Okabe.

## Trận chiến

### Kampar
Vào ngày 30 tháng 12, Lữ đoàn của Tướng Kawamura đến nơi và bắt đầu bao vây và thăm dò các vị trí của Anh. Vào ngày 31 tháng 12, Kawamura tung ra các cuộc tấn công thăm dò vào các vị trí của Lữ đoàn 28 Gurkha ở cánh phải gần thị trấn Sahum cùng với tiểu đoàn từ Trung đoàn 11 của Watanabe. Khi các vị trí của Gurkha được che giấu kỹ lưỡng đã được tìm thấy, quân Nhật đã tập trung lực lượng để tấn công và các khẩu lựu pháo từ Trung đoàn Pháo Dã chiến 155 (Lanarkshire Yeomanry) đã tập trung hoả lực vào quân Nhật. Trong suốt ngày 31 tháng 12, các cuộc tấn công của Trung đoàn 11 đã bị đánh bại bởi Gurkha và hoả lực pháo binh hỗ trợ gần. Vào nửa đêm Giao thừa, chỉ huy Trung đoàn Pháo Dã chiến 155, Trung tá Augustus Murdoch, "đã ra lệnh bắn 12 phát súng chào vào quân Nhật".
Lúc bảy giờ sáng ngày 1 tháng 1 năm 1942, Kawamura phát động cuộc tấn công chính vào phía Tây vị trí Kampar. Cuộc tấn công được thực hiện bởi Trung đoàn 41 và gánh nặng của nó là chống lại khu vực do Tiểu đoàn Anh của Trung tá Esmond Morrison trấn giữ. Trung đoàn 41 tấn công thẳng vào các vị trí của Tiểu đoàn Anh, được hỗ trợ bởi hoả lực súng cối hạng nặng. Giao tranh ngày càng trở lên ác liệt khi mà các vị trí của Anh và Nhật liên tục bị giành giật và thậm chí hai bên còn sử dụng lưỡi lê để chiến đấu. Thương vong của người Nhật rất nặng nề với một dòng người bị thương liên tục đi qua sở chỉ huy của Đại tá Okabe. Kết hợp với các cuộc tấn công của bộ binh, người Nhật tiếp tục bắn pháo và ném bom và bắn phá các vị trí của người Anh mà không bị trừng phạt (người Nhật đã chiếm ưu thế trên không gần như hoàn toàn vào giai đoạn này trong chiến dịch). Matsui đưa đến số lính mới để thay thế cho những thương binh ngày càng tăng của mình. Giếng được giấu và đào bởi Lữ đoàn 15/6, được hỗ trợ bởi Trung đoàn Pháo Dã chiến 88 (2 West Lancashire), đã giữ vững vị trí của họ trong suốt hai ngày giao tranh ác liệt trên sườn phía tây đồi Kampar mà không được hỗ trợ.
Sự dữ dội và hỗn loạn của cuộc giao tranh cận chiến xung quanh Tiểu đoàn Anh đặc biệt dữ dội ở các vị trí phía trước. Trung uý Edgar Newland, chỉ huy một trung đội bao gồm 30 người lính Leicesters, giữ vị trí tiền phương của tiểu đoàn. Trung đội của ông bị bao vây và cắt đứt trong hầu hết trận chiến, nhưng Newland và người của ông đã chiến đấu chống lại tất cả các cuộc tấn công và giữ vị trí biệt lập của họ trong suốt hai ngày. Vì hành động của mình, Newland sau đó đã nhận được Huân chương Chữ thập Quân sự.
Trong trận chiến kéo dài hai ngày, quân Nhật đã chiếm được các chiến hào ở khu vực phía đông sườn núi Thompson. Sau hai cuộc phản công của Đại đội D của Tiểu đoàn Anh và một cuộc phản công thứ ba của Tiểu đoàn Jat-Punjab thất bại, một đại đội hỗn hợp dự bị gồm 60 người Sikh và Gujar từ Tiểu đoàn Jat-Punjab đã được đưa vào để cố gắng tái chiếm các chiến hào. Đại đội này dưới quyền chỉ huy của Đại uý John Onslow Graham và Trung uý Charles Douglas Lamb (cả hai sĩ quan đều thuộc Trung đoàn 1/8 Punjab) đã cố định lưỡi lê và tấn công vị trí của Nhật Bản. Hoả lực của Nhật Bản dữ dội đến nỗi 33 người, bao gồm cả Lamb, đã bị giết trong cuộc tấn công. Graham tiếp tục chỉ huy cuộc tấn công sau khi bị thương và chỉ dừng lại khi một quả lựu đạn làm hỏng cả hai chân của anh ta dưới đầu gối. Tuy nhiên, ông vẫn tiếp tục hét lên khích lệ người của mình và được nhìn thấy ném lựu đạn vào các chiến hào của Nhật Bản. Tổng công 34 người Ấn đã chết trong vụ tấn công nhưng họ đã chiếm lại vị trí. Graham được đưa đến bệnh viện quân sự tại Tanjung Malim, nơi ông chết vì vết thương một ngày sau đó và sau đó được đề cập trong công văn vì hành động của mình trên đồi Thompson.

### Telok Anson
Matsui nhận ra rằng vị trí của người Anh tại Kampar quá mạnh để ông có thể chiếm được, vì vậy Tướng Yamashita đã ra lệnh đổ bộ lên bờ biển phía tây nam Kampar gần các vị trí của Lữ đoàn 12 tại Telok Anson để đánh vào bên sườn và cắt đứt tuyến rút lui của Sư đoàn 11. Trung đoàn Bộ binh 11 sẽ đổ bộ lên Hutan Melintang và tấn công Telok Anson từ phía nam và một lực lượng từ Sư đoàn Cận vệ Hoàng gia Nhật Bản tiến về đất liền, theo sông Perak để tấn công Telok Anson từ phía bắc.
Cuộc đổ bộ đã thành công và Telok Anson đã bị chiếm sau một trận chiến nhanh chóng với Trung đoàn Kỵ binh 3 và Đại đội Độc lập 1 vào ngày 2 tháng 1 năm 1942. Khi Telok Anson thất thủ, Trung đoàn Kỵ binh 3 và Đại đội Độc lập 1 quay trở lại Lữ đoàn 12, điều này đã trì hoãn thành công quân Nhật chiếm được con đường chính bắc-nam. Thiếu tướng Paris, với việc tuyến đường rút lui của mình bị đe doạ, đã ra lệnh bỏ roi các vị trí tại Kampar. Lữ đoàn 12 yểm trợ cho cuộc rút lui của Sư đoàn 11 và quân Anh rút lui về vị trí phòng thủ được chuẩn bị tiếp theo tại sông Slim.
Trong cuộc rút lui của người Anh đến sông Slim, Trung đoàn Cận vệ Hoàng gia 4 đã đổ bộ lên sông Selangor và chiếm thị trấn Batang Berjuntai, do đó đe doạ trung tâm của Kuala Selangor. Percival đã phái Lữ đoàn 45 mới đến để chống lại mối đe doạ này.

## Kết quả
Trong khoảng thời gian 4 ngày, từ ngày 30 tháng 12 năm 1941 đến ngày 2 tháng 1 năm 1942, Sư đoàn 11 đã cố gắng chống lại các cuộc tấn công của Nhật Bản và gây thương vong nặng nề cho họ. Đó là những tổn thất của người Nhật khiến Trung đoàn Bộ binh 41 không thể tham gia vào cuộc xâm lược Singapore. Các tờ báo của Nhật Bản vào thời điểm đó tuyên bố 500 người thương vong của Nhật Bản so với 150 người thương vong của Đồng minh, nhưng không có thông tin chính thức về thương vong thực tế của Nhật Bản. Đây là thất bại nghiêm trọng đầu tiên mà người Nhật trải qua trong Chiến dịch Mã Lai. Mặc dù trận chiến là một thành công cho quân Đồng minh, việc thiếu lực lượng dự bị trong Bộ Tư lệnh Mã Lai để hỗ trợ cho Sư đoàn 11 đã buộc Sư đoàn phải rút lui về phía sông Slim.